# Макдональд (фільм)
«Макдональд» (інші назви — «Пригоди Макдональда», «Історія одного договору») — український радянський короткометражний комедійний фільм 1924 року, поставлений режисером Лесем Курбасом на Одеській кінофабриці ВУФКУ. Картина увійшла до першого номера кіножурналу ВУФКУ «Маховик». Фільми є сатирою на лідера англійських лейбористів 1920-х років Макдональда, агресивно налаштованого по відношенню до Радянського Союзу.
Станом на 2020 рік фільм вважається втраченим.

## У ролях
| Актор              |   | Роль                    |
| ------------------ | - | ----------------------- |
| Амвросій Бучма     | — | Макдональд              |
| Анастасій Симонов  | — | член II Інтернаціоналу  |
| Андрій Клименко    | — | член II Інтернаціоналу  |
| Леонід Юренєв      | — | Ллойд-Джордж            |
| Олександр Перегуда | — | американський журналіст |
| Павло Долина       | — | італійський журналіст   |
| Антон Клименко     | — | журналіст               |
| Георгій Спранце    | — | лакей                   |
| Василь Василько    | — | король Георг V          |
| Степан Шагайда     | — | король Георг V          |
| Т. Ружицький       | — | капіталіст              |

## Історія створення
У 1924 році ВУФКУ бере курс на виробництво кіножурналу «Маховик», який складався з хронікальних сюжетів та короткометражних фільмів. Улітку 1924 року ВУФКУ
укладає річний контракт із режисером театру «Березіль» Лесем Курбасом. За рік своєї праці у ВУФКУ Курбас зумів зняти три фільми що вийшли в кіножурналі «Маховик»: Вендетта, Макдональд, та Арсенальці.

## Додаткова література
- Миславський Володимир. Історія українського кіно 1896–1930: факти і документи. — Харків : «Дім Реклами», 2018. — Т. 1. — С. 205-206. — ISBN 978-966-2149-66-1.
- Богдан Козак. Життя і творчість Леся Курбаса: в рецепції українського театрознавства. — Львів; Київ; Харків : Літопис, 2012. — С. 38-44. — ISBN 978–966–8853–22–7.
- Людмила Пуха. Кінематограф Леся Курбаса. — Черкаси : Сіяч, 1999. — 107 с. — ISBN 966-564-036-4.